# Marienfließ
Marienfliess est une commune allemande de l'arrondissement de Prignitz, Land de Brandebourg.

## Géographie
Le nord de Marienfließ est une réserve naturelle, où coule la Stepenitz.
La commune comprend Frehne, Jännersdorf, Krempendorf et Stepenitz, Kuwalk et Neu Redlin ainsi que Stolpe.
| Siggelkow | Gehlsbach                      | Ganzlin    |
| Suckow    | Marienfließ                    | Meyenburg  |
|           | Putlitz Triglitz Kümmernitztal | Gerdshagen |

## Histoire
La commune actuelle est fondée le 31 décembre 2001 à la suite de la fusion volontaire des communes de Frehne, Jännersdorf, Krempendorf et Stepenitz.

## Personnalités liées à la commune
- Hugo von Graevenitz (1822-1911), homme politique
- Johannes Mayer (1893-1963), général né à Stepenitz.

## Source, notes et références
- (de) Cet article est partiellement ou en totalité issu de l’article de Wikipédia en allemand intitulé « Marienfließ » (voir la liste des auteurs).